# وایسن
وایسن (به هلندی: Veessen) یک منطقهٔ مسکونی در هلند است که در هیرده واقع شده‌است. وایسن ۶۷۸ نفر جمعیت دارد.